# Окско-Цнинский вал

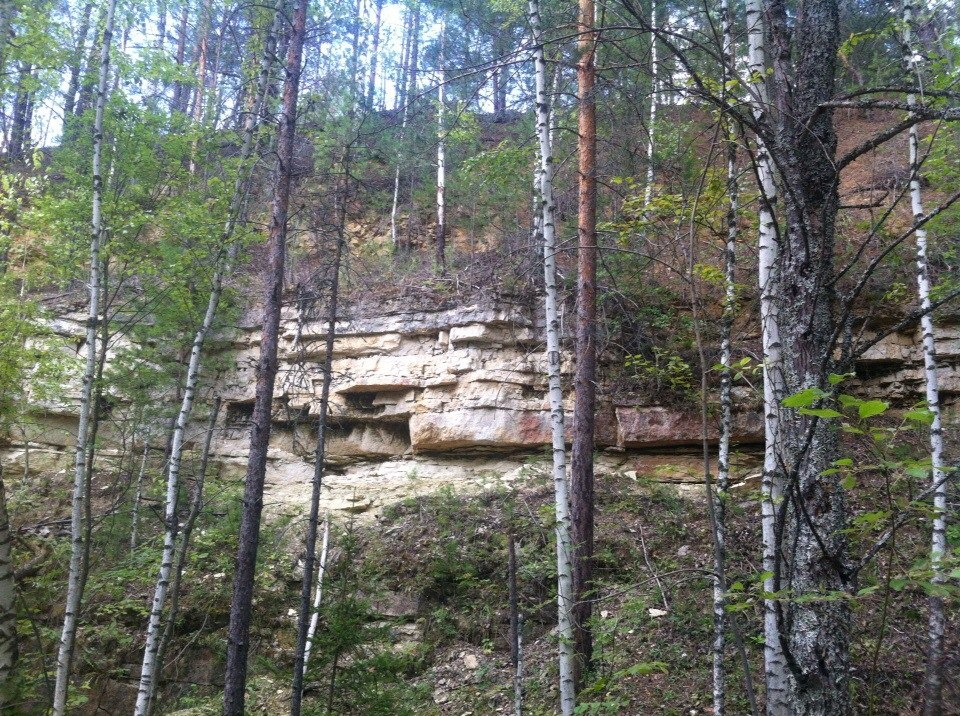
Обнажение известняка в районе Касимова

О́кско-Цни́нский вал — крупная положительная тектоническая структура Восточно-Европейской платформы на северо-западном склоне Волго-Уральской антеклизы. Назван по имени рек, протекающих по его территории — Оки и Цны. Проходит в районе Мурома, между городами Гусь-Хрустальный и Меленки, через Ковров, Касимов к Моршанску. Впервые описан в работе Николая Андреевича Богословского в 1906 году.

## Описание
Окско-Цнинский вал представляет пологое сводовое поднятие, вытянутое в меридиональном направлении и состоящее из двух частей — северной (Окско–Клязьминской) и южной (Окско–Цнинской), которые разделяются низкой ступенью, к которой приурочен отрезок долины реки Ока. Южная часть Окско-Цнинского вала находится над древним Пачелмским авлакогеном. Вал состоит из нескольких куполообразно расположенных брахиантиклиналей и куполовидных поднятий, разделённых синклинальными прогибами. Структуры вала  асимметричны — на западных крыльях локальных поднятий углы падения достигают 17°, а на восточных не превышают 1—2°.

### Формирование
Сформировался в каменноугольное и мезозойское время в герцинскую эру тектоногенеза (складчатость) , отделив Московскую синеклизу от южных структур Восточно-Европейской платформы. Геологом Н. С. Шатским рассматривался как южное поперечное осложнение Московской синеклизы.

### Геологическое строение и полезные ископаемые
По главной оси вала на поверхность выходят каменноугольные породы — закарстованные известняки и доломиты. Карстовые процессы продолжаются и в настоящее время, формируя полости и провальные воронки. За пределами вала известняки и доломиты перекрыты позднейшими отложениями перми и мезозоя. Карбонатные породы на территории Окско-Цнинского вала разрабатываются как полезные ископаемые. По краям вала выделены залежи оолитовых железных руд.